# أنطونيو ماغاروتو
أنطونيو ماجاروتو (بالإيطالية: Antonio Magarotto)(30 يونيو 1891 في بوجانا ماجيوري - 10 مايو 1966 في روما) كان معلمًا إيطاليًا ومؤسس معهد الوكالة الإيطالية القومية للصم ( ENS )   ورئيس جامعة معهد بادوفا للصم. أسس ابنه سيزار ماغاروتو الاتحاد العالمي للصم . 

## سيرة شخصية
وُلد ماغاروتو في بويانا ماجيوري وأصبح أصما في الثالثة من عمره بسبب التهاب السحايا . تم إرساله إلى مدرسة للصم، وهي معهد توماسو بندولا في سيينا ، حيث تعلم التحدث وقراءة الشفاه.
عندما انتقل إلى بادوا، أسس جمعية الصم في منطقة فينيتو. في عام 1923 ، حصل من حكومة موسوليني على قانون مكّن الصم والمكفوفين من الذهاب إلى المدارس الابتدائية.  
في عام 1932 ، في يوم القديس أنتوني من بادوا ، ومع أصدقائه الصم، أسس الوكالة الوطنية الإيطالية للصم حيث كان رئيسًا من 1932 إلى 1950.

## تكريمات
تم تسمية الشوارع في خمس مدن إيطالية على شرف ماغاروتو، وهي: بويانا ماغيوري،  بادوا،  روما ،  ألبانو تيرمي  و ألكامو .